# Дворец Сангушко (Краков)
 Памятник культуры Малопольского воеводства: регистрационный номер А-727 от 10 марта 1988 года.

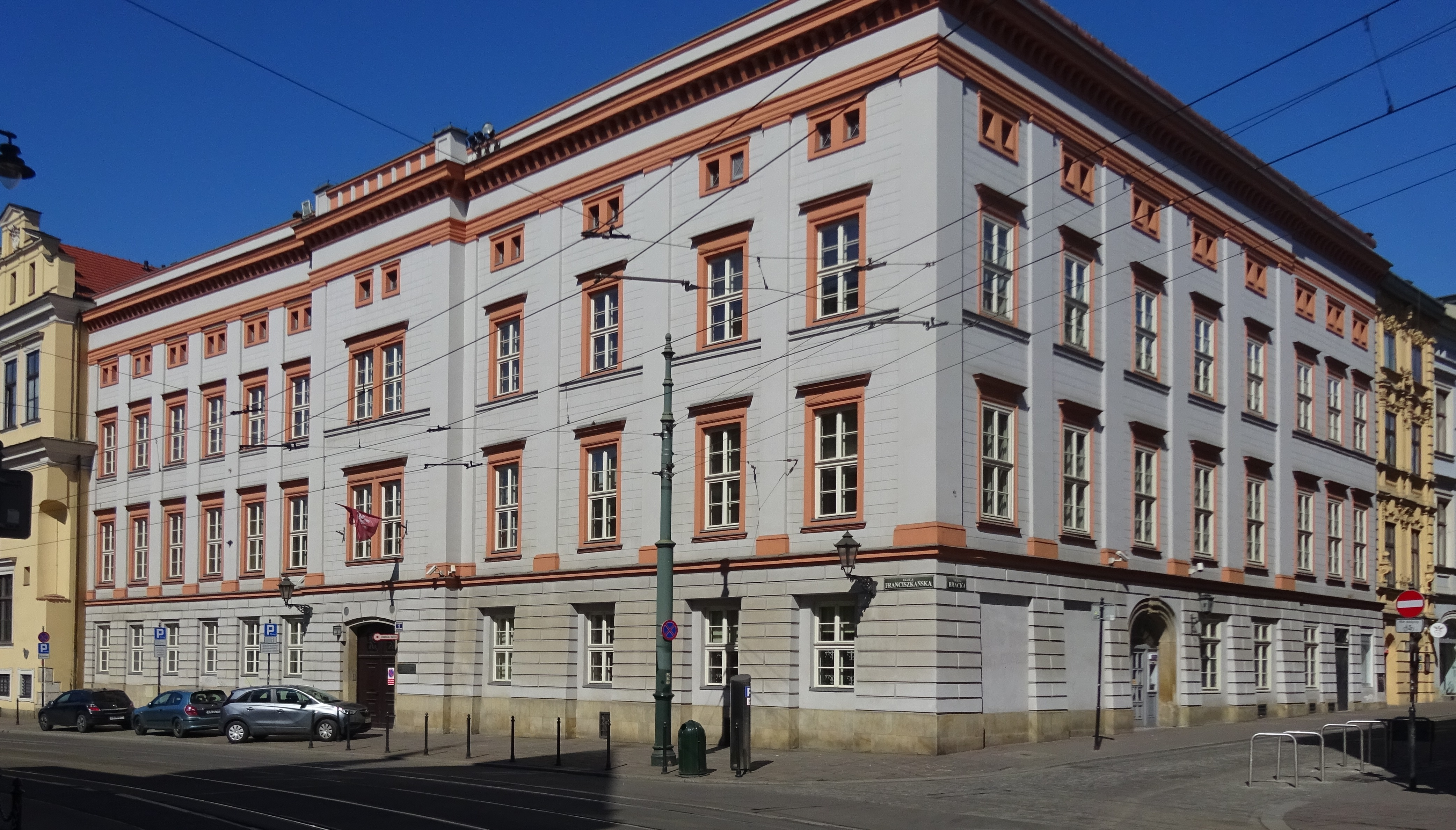
Дворец Сангушек в Кракове

Дворец Сангушко в Кракове — памятник светской архитектуры XVI века, ранее принадлежал аристократическому роду Сангушко. Находится на территории краковского района Дзельница I Старе-Място по адресу ул. Францисканская, 1 / ул. Братская, 13 в Кракове, Польша. Ныне принадлежит Папскому университету имени Иоанна Павла II.
Это строение на 4 прясла компактного силуэта, главным фасадом направлено на улицу Францисканскую. Свой современный вид приобрел в 1851—1853 по проекту берлинского архитектора Плеснера для семьи Розенталей (отсюда прежнее название Дворец Розенталей). В 1940-х дворец приобрел князь Роман Владислав Сангушко.
10 марта 1988 года здание было внесено в реестр памятников культуры Малопольского воеводства.